# Osbornellus aculeus
Osbornellus aculeus är en insektsart som beskrevs av Delong och Martinson 1976. Osbornellus aculeus ingår i släktet Osbornellus och familjen dvärgstritar. Inga underarter finns listade i Catalogue of Life.